# المجن (بلسان)

تعديل مصدري - تعديل

المجن محلة تابعة لقرية بلسان، التابعة لعزلة دلال بمديرية بعدان إحدى مديريات محافظة إب في الجمهورية اليمنية، بلغ تعداد سكانها 151 حسب تعداد اليمن لعام 2004.